# 羊城賀歲萬家歡
《羊城賀歲萬家歡》（英語：Yangcheng Spring Festival Gala/Guangzhou and Hong Kong Spring Festival Gala），是1979年1月29日（農曆己未年年初二）由香港電視廣播有限公司（無綫電視）與廣東電視台共同舉辦的大型賀歲節目，是香港電視媒體首次在中國大陸現場直播大型賀歲節目，開創香港傳媒與中國大陸合作的先河。也是粵港澳大灣區提出前的首個粵港兩地的大型春節晚會。
節目由鄧小平拍板、時任港澳辦主任廖承志親自召集、廣東省委、广东省人民政府、新華社香港分社共同組織，臺前幕後動員超過1000人。由於《羊城賀歲萬家歡》是中國大陸文革結束後、1978年宣佈改革開放政策後，首台電視直播晚會，直擊廣東廣州和香港市民歡度春節的情景。節目也是改革開放後，首次有眾多內地民生的電視畫面傳輸到香港和境外，故節目廣受關注，全球多家新聞通訊社和電視台均有向香港無綫電視購買當晚節目，節錄內地民眾的生活片段播放，洞悉中國大陸走出文革陰霾，進入改革開放新年代。《羊城賀歲萬家歡》可說是劃時代的歷史註腳，不止開創香港電視先河，更首創多項中國電視史上的第一：
1. 中國内地文革結束後，首台電視綜藝晚會；
2. 中國内地首台電視春節聯歡晚會；
3. 中國内地電視史上首度與境外（香港）合作製作的電視節目、電視綜藝晚會、電視直播的綜藝晚會；
4. 中國内地電視史上首次透過人造衛星和地面微波傳輸、將信號發送到境外，並首度與境外（香港）一同現場直播的電視綜藝晚會；
5. 中國内地實施改革開放政策後，首度以晚會形式，將內地民眾的生活面貌，直播到粵港澳的綜藝晚會；
6. 首次由中國國家領導人倡議、召集、配合的中外（香港）電視節目和綜藝晚會。

1989年，繼1987年11月20日在廣州天河體育館場直播第六屆全運會後，無綫電視在同一地點舉辦《羊城賀歲萬家歡十週年慶典》，抗衡競爭對手亞洲電視贊助之《亞視煙花照萬家巨星獻禮》。

## 歷史

### 1979年
1979年1月28日（農曆己未年年初二），電視廣播有限公司與廣東電視台在廣州中山紀念堂、广州起义烈士陵园、越秀公园共同舉行大型綜藝節目《羊城賀歲萬家歡》。是首個粵港兩地共同製作的賀年節目。

### 1989年
1989年2月5日，為送龍迎蛇，歡樂今宵全體藝員及司儀，及在廣州廣東電視台在省港兩地直播倒數節目《港穗雙輝慶團年》，不久在己巳年大年初二 (1989年2月7日), 為慶祝首屆羊城賀歲萬家歡十週年無綫電視再次與廣東電視台携手合作，在廣州天河體育館和白天鵝賓館舉行《羊城賀歲萬家歡十週年慶典》，香港司儀有盧大偉、李美鳳、陳秀珠、沈殿霞、鍾保羅、譚炳文、李香琴，而廣東電視台亦派出前亞視女藝員黃麗梅、譚國治、王怡斐及鍾新寧。開場音樂是沿用Radias的「大話西遊」。
演出歌手及藝員：梅艷芳、陳百強、鄺美雲、 肥媽、陳慧嫻、羅嘉良、郭晉安、呂良偉、任達華、林穎嫻、黎美嫻、吳麗珠、甘國衛、顏國樑、劉嘉玲、周海媚、鄧萃雯、梁朝偉、廖啟智、吳君如、江欣燕、胡楓、李麗蕊、董嵐、 徐小鳳 等。
當晚亦是為慶祝白天鵝賓館開業六週年紀念。據解當晚有盛大慶祝酒會，並邀請李寧，及廣州市前市長楊資元和前新華社香港分社副社長鄭華出席此晚會。而鄭華更向澳門觀衆拜年。
而無綫電視的競爭對手亞洲電視為慶祝更換其新台徽，舉辦及贊助該年煙花滙演及直播。 並定名為亞視煙花照萬家巨星獻禮， 亞洲電視鎮台司儀劉志榮，朱慧珊及顧紀筠均有出席在香港灣仔會議展覽中心的晚會， 另外有陳輝虹，黎燕珊，樂蓓均擔任當晚的司儀。
1991年2月14日（農曆馬年年三十及西方情人節），歡樂今宵再次聯同廣東電視台和澳門電視各司儀舉行在廣州，香港及澳門 三地聯手馬拉松式直播及三地同步送馬迎羊的省港澳呈祥迎新歲。

### 2009年
为了纪念首届《羊城贺岁万家欢》问世三十週年，廣州及香港兩地在2009年1月25日农历新年直播《粵港同慶接金牛》。广东电视台和香港TVB再次合作打造第三届《羊城贺岁万家欢》，粤港两地艺人“倾巢出动”，两地观众奉上粤港味十足的“南派春晚”。本次晚会星光灿烂，粤港两地艺人“倾巢而出”大汇演，并将在穗港两地地标性质的七个场景(如五羊雕像、天河城、白云山、珠江边、中山纪念堂，香港維園花市及荃新天地分别录制。本节目于除夕夜7时至次日0:30分別在广东电视台的珠江频道和香港無綫電視的翡翠台、高清翡翠台播出。
- 廣東電視台：於珠江頻道播放廣州當地的文藝表演。
- 無綫電視：兩個頻道首先播放香港方面的節目.
  - 到接近00：00 （北京／香港時間)省港兩地同步倒數迎接牛年

黄俊英、卢海潮、何宝文三位羊城笑星和朱咪咪、夏雨、胡枫、黄宗泽、洪天明等TVB艺人联手打造《新七十二家房客》，讲述房客与房东斗智斗勇的新故事,黄俊英与夏雨将来个真假“三六九”趣致的表演；康家“光、耀、祖”更会把王君馨等三位香港美女“娶”回康家。除了表演，视帝夏雨还将与汪明荃合作做晚会司仪。视后米雪表示将会唱歌以及现场展示厨艺。据悉,本次羊城春晚演绎阵容强大。粤港表演艺人达800多人，年龄跨度从5岁—70岁，集合汪明荃、夏雨、米雪、罗家英、黃宗澤、蕭正楠、陈法拉、张敬轩、黄俊英、卢海潮、东山少爷等香港当红艺人及广东演绎名家同台演出。
演出歌手及艺员：汪明荃、夏雨、米雪、罗家英、邓梓峰、陈芷菁、叶翠翠、胡枫、孙耀威、张敬轩、黄宗泽、黎诺懿、萧正楠、洪天明、黄长兴、陈法拉、汤盈盈、杨秀惠、王君馨、朱咪咪，广东演艺名家：黄俊英、卢海潮、何宝文、廖百威、东山少爷、胡佳。
在香港荃新天地主持有馬蹄露、梅小惠、安德尊。
當晚節目繼1991年省港澳呈祥迎新歲後相隔了18年再次在廣州及香港舉行同一類型的除夕倒數晚會

### 2012年
廣東電視台珠江頻道繼1979年，1989年及2009年兩台春節晚會收視率在廣東地區力壓同時段央視春晚後，於當年1月22日除夕之夜與TVB聯袂推出2012年春節晚會——《龍騰賀歲萬家歡》，粵港兩地主流粵語電視台再次合作，TVB在香港播出名為《金龍吐艷迎新歲》。當晚演出分別有李克勤、林子祥、曾志偉、林峰、徐子珊、薛家燕、福祿壽三寶、農夫、黃品源、尚雯婕，及《外來媳婦本地郎》康家老少。
在《龍騰賀歲萬家歡》中，不僅TVB派出了一線主力，廣東電視台也力邀李克勤、曾志偉、農夫、黃品源、尚文捷、高林生、廖百威、李達成、麥子杰的明星陣容與港星賀歲，值得一提的是，香港懷舊歌王林子祥以及澳門組合SOLER，這一次卻是代表廣東電視台加盟春晚，進一步凸顯了「粵港一家親」的特別意味。標誌著省港兩地在2000年代相繼合作，兩度在廣州及香港兩地舉行春節倒數晚會。亦是在千禧年代兩度在省港兩地舉行農曆跨年倒數。並預慶香港特別行政區成立15周年